# Tempel des Zeus Megistos

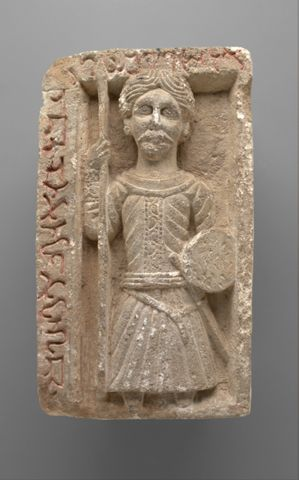
Stele mit dem Bild des Arsu

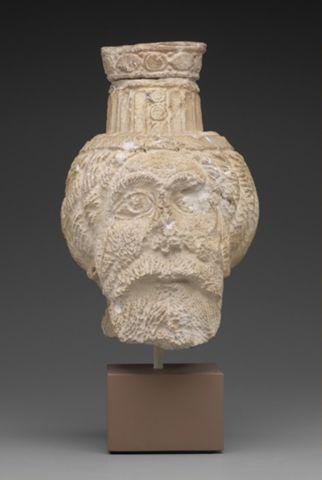
Kopf, vielleicht des Zeus Megisto

Der Tempel des Zeus Megistos steht in Dura Europos im Osten der Stadt in einem Stadtteil, der modern als Akropolis bezeichnet wird. Es handelte sich um einen der Haupttempel der Stadt, dessen älteste Bauphasen vielleicht in die Zeit zurückgehen, als die Stadt unter griechischer Herrschaft (von etwa 300 bis 114 v. Chr.) stand. Der Tempel ist nicht gut erhalten und nicht vollständig publiziert, so dass man sich momentan nur schwer ein Bild von seinem einstigen Aussehen machen kann. Der Bau war mehrmals das Ziel von Ausgrabungen. Die ersten Grabungen fanden 1928–37 statt, sind aber nie vollständig publiziert worden. Auch ist die Keramik so gut wie nicht aufgenommen worden, was vor allem die Datierung der älteren Schichten erschwert. Die Ausgräber präsentierten einige Rekonstruktionen des ältesten, griechischen Tempels. Vor allem die neueren Grabungen aus den Jahren 1992 und 2002 lassen Zweifel an älteren Rekonstruktionen und Interpretationen aufkommen.
In seiner letzten Phase, die aus den Jahren 169/170 n. Chr. datiert, nimmt der Tempel den Großteil eines Straßenblocks (C4) ein. Der Haupteingang liegt im Süden. Der Großteil der Anlage besteht aus verschiedenen kleineren Kapellen. Im Westteil steht eine Cella und im Nordosten ein großer Hof mit einer Portikus im Norden.
Nach älteren Rekonstruktionen stand hier zunächst ein Heiligtum mit einem Hof, einem Altar und drei Cellae. Die Rekonstruktion zeigt einen Tempel, der hellenistische mit iranischen Elementen verbindet. Diese Rekonstruktion ist problematisch und es ist nicht einmal sicher, ob hier in griechischer Zeit ein Tempel stand. Die Zuordnung des Tempels an Zeus Megistos beruht nur auf einer Weiheinschrift, nach der Teile des Baus von einem gewissen Seleukos, Strategos (strategos kai epistates) der Stadt, neu errichtet und dem Gott geweiht wurden. Die Inschrift datiert in das Jahr 169/170 n. Chr. und berichtet von zahlreichen Bauarbeiten am Tempel, vielleicht nachdem er von einem Erdbeben zerstört wurde. Wahrscheinlich erhielt er damals seine letzte Form. Der Stifter Seleukos war praktisch Statthalter in Dura Europos und gehörte einer griechischen Familie an, die dieses Amt über mehrere Generationen innehatte. Das Haus der Statthalterfamilie steht direkt neben dem Tempel. Andere Mitglieder der Statthalterfamilie, wie Lysias, werden auch in Inschriften genannt, doch werden keine Titel erwähnt, so dass die Möglichkeit besteht, dass es sich hier um andere, gleichnamige Personen handelt, die nicht zur Statthalterfamilie gehörten.
Aus dem Tempel stammen diverse Reliefs und Skulpturen. Eine rechteckige Stele zeigt den Gott Arsu. Nach der palmyrischen Widmungsinschrift stammt die Stele vom Bildhauer Oga. Im Heiligtum fanden sich auch verschiedene Statuen des Herakles. Dies scheint zu belegen, dass hier eine ganze Reihe von Gottheiten und nicht nur Zeus Megistos verehrt wurde. Vielleicht hatten wichtige Angehörige reicher Familien hier sogar einzelne, private Kapellen, deren Zugang nur ihnen erlaubt war.